# Zapasy na Igrzyskach Panamerykańskich 2011
Zapasy na Igrzyskach Panamerykańskich 2011 odbywało się w dniach 20–24 października 2011 roku. Stu czterdziestu czterech zawodników obojga płci rywalizowało w CODE II Gymnasium łącznie w osiemnastu konkurencjach.

## Podsumowanie

### Klasyfikacja medalowa
| Klasyfikacja medalowa | Klasyfikacja medalowa | Klasyfikacja medalowa | Klasyfikacja medalowa | Klasyfikacja medalowa | Klasyfikacja medalowa |
| Miejsce               | państwo               | Złoto                 | Srebro                | Brąz                  | Razem                 |
| --------------------- | --------------------- | --------------------- | --------------------- | --------------------- | --------------------- |
| 1                     | Kuba                  | 9                     | 2                     | 3                     | 14                    |
| 2                     | Stany Zjednoczone     | 5                     | 5                     | 2                     | 12                    |
| 3                     | Wenezuela             | 1                     | 3                     | 5                     | 9                     |
| 4                     | Kanada                | 1                     | 2                     | 4                     | 7                     |
| 5                     | Dominikana            | 1                     | 1                     | 7                     | 9                     |
| 6                     | Portoryko             | 1                     | 1                     | 0                     | 2                     |
| 7                     | Kolumbia              | 0                     | 2                     | 5                     | 7                     |
| 8                     | Meksyk                | 0                     | 1                     | 2                     | 3                     |
| 9                     | Brazylia              | 0                     | 1                     | 1                     | 2                     |
| 10                    | Argentyna             | 0                     | 0                     | 4                     | 4                     |
| 11                    | Ekwador               | 0                     | 0                     | 3                     | 3                     |
| Razem                 | Razem                 | 18                    | 18                    | 36                    | 72                    |

### Medaliści
| Konkurencja              | 1. miejsce               | 2. miejsce               | 3. miejsce                              |
| Mężczyźni styl klasyczny | Mężczyźni styl klasyczny | Mężczyźni styl klasyczny | Mężczyźni styl klasyczny                |
| ------------------------ | ------------------------ | ------------------------ | --------------------------------------- |
| do 55 kg                 | Gustavo Balart           | Jorge Cardozo            | Juan Carlos López Francisco Encarnación |
| do 60 kg                 | Luis Liendo              | Joseph Betterman         | Hanser Meoque Jansel Ramírez            |
| do 66 kg                 | Pedro Isaac              | Ángelo Mota Brea         | Ulises Barragán Glenn Garrison          |
| do 74 kg                 | Alexei Bell              | Ben Provisor             | Juan Ángel Escobar Hansel Mercedes      |
| do 84 kg                 | Pablo Shorey             | Cristian Mosquera        | José Arias Paredes Yorgen Cova          |
| do 96 kg                 | Yunior Estrada           | Raúl Anguilo             | Erwin Caraballo Yuri Maier              |
| do 120 kg                | Mijaín López             | Rafael Barreno           | Ramón García Víctor Asprilla            |
| Mężczyźni styl wolny     |                          |                          |                                         |
| do 55 kg                 | Juan Ramírez             | Obenson Blanc            | Steven Takahashi Juan Valverde          |
| do 60 kg                 | Franklin Gómez           | Guillermo Torres         | Yowlys Bonne Fernando Iglesias          |
| do 66 kg                 | Liván López              | Pedro Soto               | Teyon Ware Yoan Blanco                  |
| do 74 kg                 | Jordan Burroughs         | Yunieski Blanco          | Matt Gentry Ricardo Roberty             |
| do 84 kg                 | Jake Herbert             | Humberto Arencibia       | Jeff Adamson José Díaz                  |
| do 96 kg                 | Jake Varner              | Luis Vívenes             | Khetag Pliev Juan Martínez              |
| 120 kg                   | Tervel Dlagnev           | Sunny Dhinsa             | Disney Rodríguez Carlos Félix           |
| Kobiety                  |                          |                          |                                         |
| do 48 kg                 | Carol Huynh              | Clarissa Chun            | Patricia Bermúdez Carolina Castillo     |
| do 55 kg                 | Helen Maroulis           | Tonya Verbeek            | Joice da Silva Lissette Antes           |
| do 63 kg                 | Katerina Vidiaux         | Elena Pirozhkova         | Luz Clara Vázquez Sandra Roa            |
| do 72 kg                 | Lisset Hechavarría       | Aline da Silva Ferreira  | Jaramit Weffer Elsa Sánchez             |